# Dobravica (gmina Ig)
Dobravica – wieś w Słowenii, w gminie Ig. W 2018 roku liczyła 70 mieszkańców.